# Stade de l'Abbé-Deschamps
Stade de l'Abbé-Deschamps este un stadion de fotbal din orașul Auxerre, Franța, și stadionul pe care își joacă meciurile de pe teren propriu echipa AJ Auxerre. Capacitatea sa este de 18.541 de locuri. Renovat în 1994, a fost redenumit Stade Abbé-Deschamps, după numele abatelui Ernest-Théodore Deschamps, care a fondat clubul în 1905.